# Parafia Wniebowzięcia Najświętszej Maryi Panny w Matczynie
Parafia Wniebowzięcia Najświętszej Maryi Panny w Matczynie – parafia rzymskokatolicka, znajdująca się w archidiecezji lubelskiej, w dekanacie bełżyckim.

## Zasięg parafii
Do parafii należą wierni z następujących miejscowości: Matczyn, Stasin, Wojcieszyn i Zosin.